# (7907) Erasmus
(7907) Erasmus (4047 P-L) – planetoida z pasa głównego asteroid okrążająca Słońce w ciągu 4,65 lat w średniej odległości 2,78 j.a. Została odkryta 24 września 1960 roku w Palomar Observatory przez Ingrid i Cornelisa van Houten. Nazwa planetoidy została nadana na cześć holenderskiego filologa i filozofa, jednego z czołowych humanistów odrodzenia Erazma z Rotterdamu.